# كين ستوت
كين ستوت (بالإنجليزية: Ken Stott)‏ مواليد 19 أكتوبر 1954 في إدنبرة، اسكتلندا، هو ممثل اسكتلندي بدأ مسيرته الفنية عام 1974.

## الأعمال

### أفلام
- الملك لير
- الملك آرثر
- حرب تشارلي ويلسون
- سجلات نارنيا: الأمير قزوين
- الهوبيت: رحلة غير متوقعة
- الهوبيت
- الهوبيت

## روابط خارجية
- كين ستوت على موقع IMDb (الإنجليزية)
- كين ستوت على موقع ألو سيني (الفرنسية)
- كين ستوت على موقع أول موفي (الإنجليزية)
- كين ستوت على موقع قاعدة بيانات برودواي على الإنترنت (الإنجليزية)
- كين ستوت على موقع قاعدة بيانات الأفلام السويدية (السويدية)
- كين ستوت على موقع إن إن دي بي (الإنجليزية)
- كين ستوت على موقع ديسكوغز (الإنجليزية)
- كين ستوت على موقع قاعدة بيانات الفيلم (الإنجليزية)
- كين ستوت على موقع كينوبويسك (الروسية)